# Siberia Orientală
     Siberia de Vest
     Siberia Centrală
     Siberia Orientală

Siberia de Vest
Siberia Centrală
Siberia Orientală

Siberia Orientală este o regiune relativ muntoasă încadrată în Districtul Federal Orientul Îndepărtat, ea se întinde în est, pe o treime din suprafața Siberiei. Regiunea se întinde de-a lungul cercului polar de nord, de la cursul fluviului Lena cuprinde regiunea muntoasă din Munții Siberiei de Est și Câmpia Siberiei de Est ajungând până la peninsula Ciukotka, capul Dejniov și Strâmtoarea Bering. La nord de gura de vărsare a fluviului Lena, Siberia Orientală este limitată de Marea Laptev, Marea Siberiană Orientală, Marea Ciukotka și Oceanul Arctic. La est regiunea este limitată de Marea Bering, iar la sud-est de peninsula Kamceatka pe care se află un lanț vulcanic. La coasta de sud a regiunii se află Marea Ohotsk care o desaparte de Pacific. În sudul Siberiei Orientale se întind munții Siberiei de Est, regiunea fiind încadrată între Regiunea Amur, Vladivostok și insula Sahalin, ultima fiind considerată că nu aparține de Siberia. Siberia Orientală cuprinde munții Siberiei de Est, o regiune cu o populație rară, Iacuția, regiunea Magadan, regiunea Ciukotka și Koriakia.